# Heilig-Geist-Kirche und Gemeindezentrum

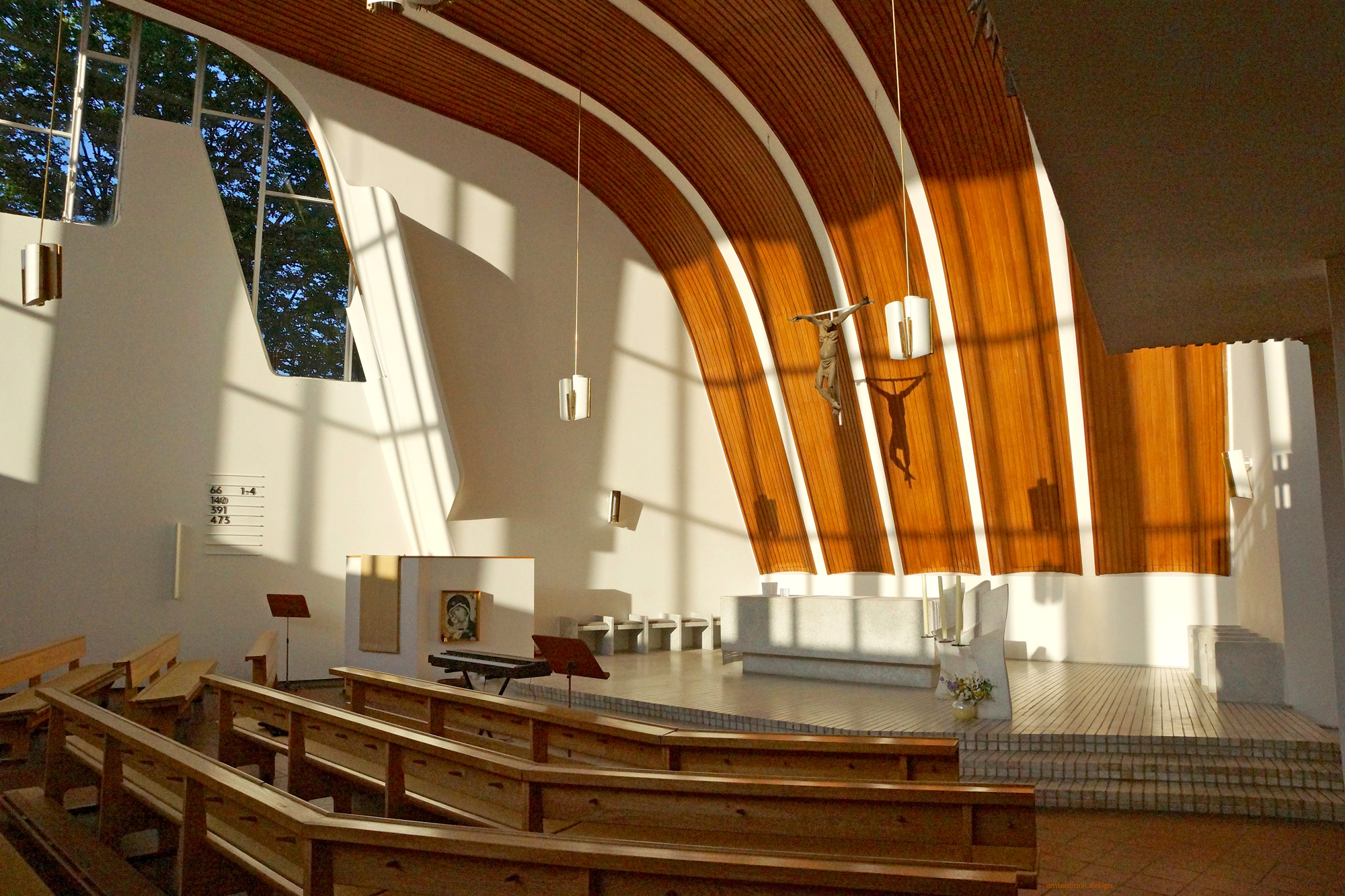
Heilig-Geist-Kirche von Alvar Aalto, Innenansicht mit Altar

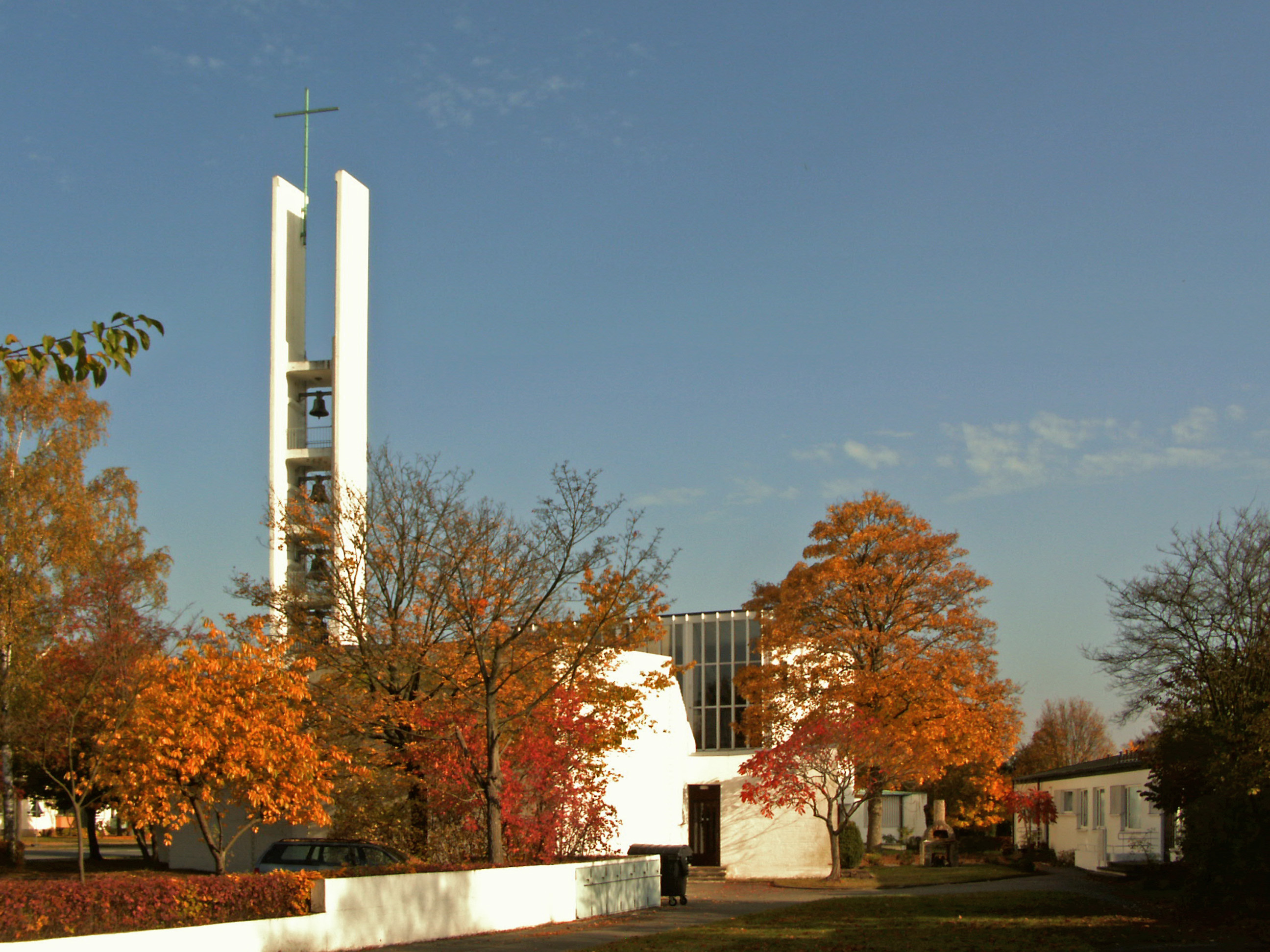
Heilig-Geist-Kirche von Westen, davor das Gemeindezentrum

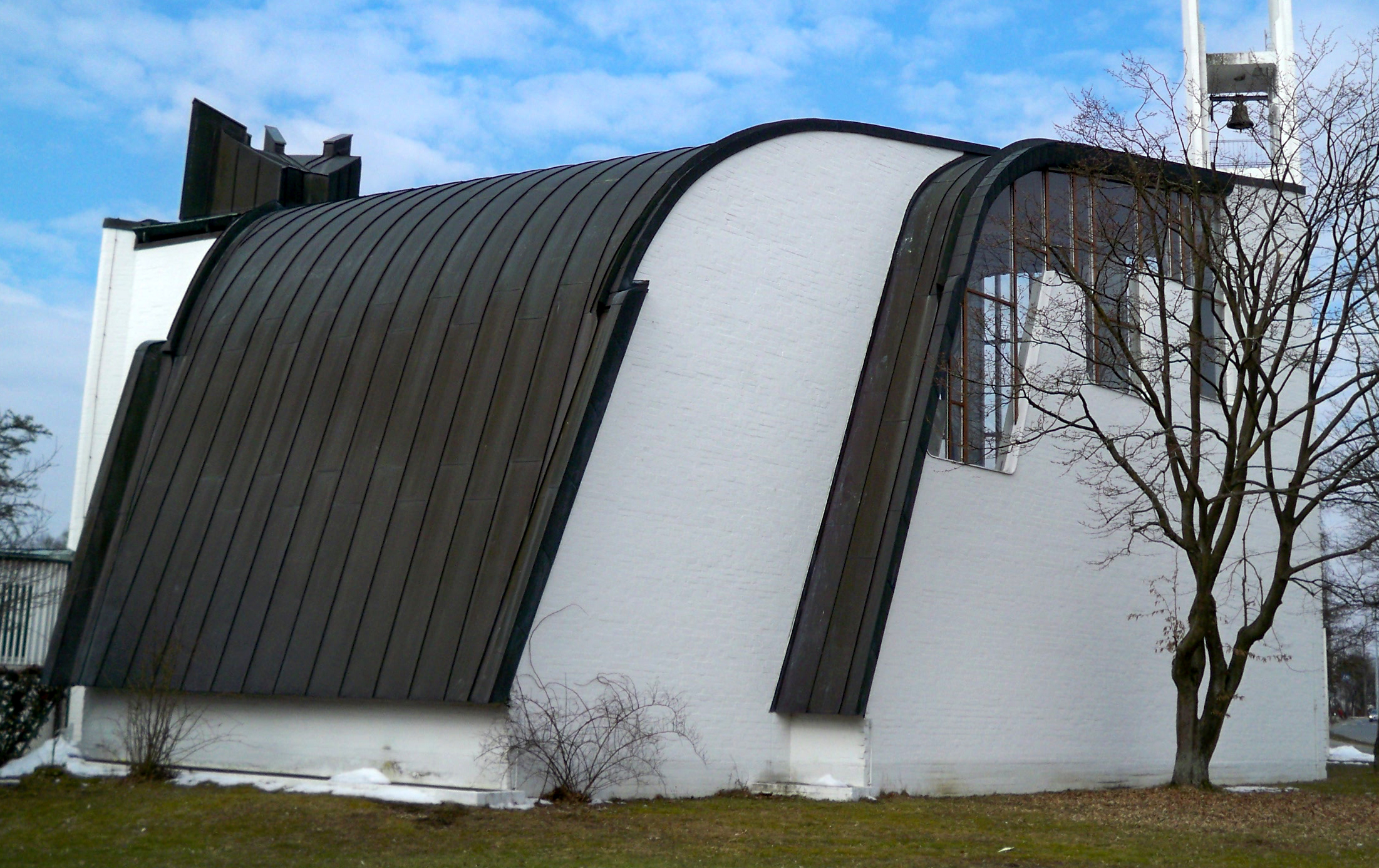
Blick von Osten

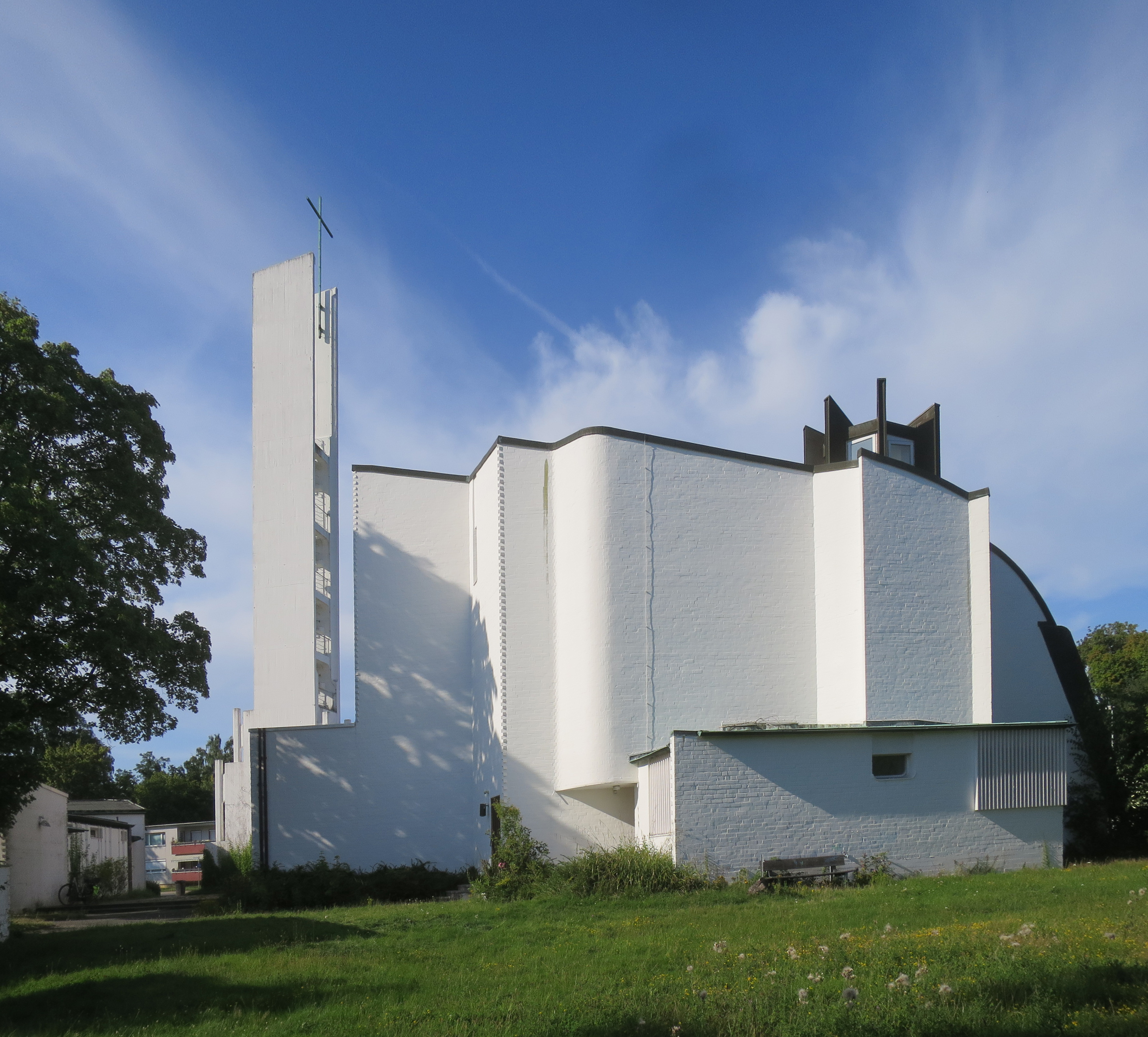
Heilig-Geist-Kirche von Süden

Die evangelisch-lutherische Heilig-Geist-Kirche und Gemeindezentrum ist ein Gebäudekomplex in der Röntgenstraße 81 in Wolfsburg-Klieversberg in Niedersachsen. Sie stammt von dem Architekten Alvar Aalto und gilt als „herausragendes Zeugnis der Internationalen Moderne“. Zugleich wird der Architektur eine „antisentimentale Tendenz“ zugeschrieben.

## Bauwerk
Der Gebäudekomplex besteht aus der Kirche, einem ihrem Haupteingang gegenüberliegenden Gemeindezentrum und zwei seitwärts dieser Hauptachse platzierten Gebäude: Einem als Bungalow errichteten Pfarrhaus mit Gemeindebüro und einer Kindertagesstätte. Kirche, Gemeindehaus, Pfarrhaus und Kindertagesstätte bilden einen Komplex, der in der gartenstadtartigen Umgebung relativ allein steht. Der Gebäudekomplex ist eines von sechs Bauwerken oder Ensembles, die Aalto in Deutschland errichtete.
Das Ensemble steht als Sakralbau der Moderne unter Denkmalschutz.

## Geschichte
Am 5. November 1958 erging der Auftrag Alvar Aalto, Kirche und Gemeindezentrum zu planen. Aalto hatte bereits mit der Planung für das Kulturzentrum in der Wolfsburger Innenstadt begonnen. Am 1. Januar 1961 wurde die evangelisch-lutherische Kirchengemeinde Heilig-Geist im Ortsteil Klieversberg selbstständig. Der Grundstein zum neuen Gebäude wurde am 12. August 1961 gelegt und im März 1962 das Gemeindezentrum eröffnet, am 6. Juni 1962 die Kirche eingeweiht und die Kindertagesstätte im Oktober 1964 eröffnet.
1999 musste der Turm aufwändig saniert werden. Seit 2015 gehört die Anlage zur Lukas-Gemeinde, die aus drei Pfarrbezirken, der Heilig-Geist-Kirche, der Kreuzkirche und der Pauluskirche, gebildet wurde. Das führte dazu, dass das Kirchengebäude nur noch etwa alle drei Wochen für Gottesdienste der Gemeinde genutzt wird. Pfarrhaus und Kindertagesstätte stehen seit längerer Zeit leer. Der Rückstand im Bauunterhalt ist deutlich zu erkennen und führt zu einem in Teilen verwahrlosten Erscheinungsbild. Da die Kirchengemeinde die Kosten einer Sanierung in Höhe von mehreren Millionen Euro nicht aufbringen kann, zog sie schon 2020 einen Teilverkauf von Gebäuden für eine Nachnutzung in Betracht. Es fand sich allerdings kein Käufer.

## Architektur
Die Gebäude sind bis auf den Turm aus Ziegelmauerwerk errichtet. Die Kirche ist ein weiß gestrichener Zentralbau mit annähernd trapezförmigem Grundriss, der auf den Altar hin zuläuft. Das Dach ist mit Kupferplatten gedeckt und zur Altarseite hin geneigt. Dort reicht das geschwungene Dach fast bis zum Boden. Der Eingang zur Kirche liegt in einem Vorbau, seitlich versetzt gegenüber dem Altar. An einem Teil der Nordostseite befindet sich eine unregelmäßig gegliederte Fensterfront mit geschwungenen Holzlamellen an der Oberkante. Auf der Nordwestseite befindet sich eine große Fensterfront, deren Scheiben durch Rippen voneinander getrennt sind. Durch sie fällt der Blick auf den hohen, weißen, freistehenden Turm mit frei übereinander gehängten Glocken. Ein unregelmäßig geformtes Oberlicht beleuchtet die seitlich des Altarraums gelegene Taufkapelle.
Der Innenraum ist durch die holzgetäfelte, entsprechend dem Dach geneigte Decke und den Kontrast von Holztäfelung zu weißen Wänden geprägt. Die fünf in Längsrichtung verlaufenden rotbraunen Deckensegmente aus Douglasien-Holz verjüngen sich zum Altar hin und werden durch weiße Rippen getrennt. Die Wände weisen sowohl Kurven als auch gerade Kanten auf. Die Sitzbänke stehen vom Eingang zum Altar hin in sich verjüngenden Reihen. Die langen Bankreihen weisen einen Knick auf, so dass man von allen Plätzen Richtung Altar und Kanzel blickt. Es gibt rund 300 Sitz- und 100 zusätzliche Plätze. Der Chorraum ist durch drei Stufen vom Kirchenschiff abgehoben. Auch der Bodenbelag ist unterschiedlich: Im Chor liegen längliche Natursteine, das Kirchenschiffs ist dagegen rot gefliest.
Zwischen Altar und Orgel liegt in einer Nische die Taufkapelle mit einem Taufstein aus demselben Material wie Altar und Kerzenleuchter, jedoch mit einem Betonsockel. Besonderheit des Taufsteins ist, dass er mit fließendem Wasser ausgestattet ist.

## Ausstattung
Hinter dem breiten Altar aus hellgrauem Marmor hängt ein Kruzifix von Karl-Henning Seemann von 1965. Mehrere Antependien wurden von Elissa Aalto, der Frau des Architekten, entworfen. Die überwiegend weiße, schlichte Kanzel steht links vom Altar an der Wand. Rechts vom Altar steht ein dreiteiliger Kerzenleuchter, ebenfalls aus Marmor.
Der Raum ist sparsam dekoriert, unter anderem mit vier Lithografien oder Radierungen Marc Chagalls aus dem umfangreichen Besitz der Kirchengemeinde. Die Ausstattung, einschließlich Details wie Lampen und Türklinken, wurde ebenfalls von Aalto entworfen.

## Gemeindezentrum
Westlich der Kirche steht das eingeschossige Gemeindezentrum, das mit der Kirche und dem Turm einen Platz umschließt. Es ist ebenfalls in Weiß mit braunen Holzelementen ausgeführt und besteht aus drei Segmenten mit geraden und runden Formen, die sich im Grundriss widerspiegeln. Die ebenfalls eingeschossige, flach gedeckte Kindertagesstätte liegt ebenfalls südwestlich des Gemeindezentrums. Südlich, und damit am weitesten von der Straße entfernt, befindet sich das Pfarrhaus. Diese Gebäude haben kupfergedeckte Flachdächer. Das umgebende Gelände ist durch zahlreiche Bäume begrünt.

## Glocken
Der 32 Meter hohe Turm besteht aus Beton und steht nordwestlich der Kirche unmittelbar an der Straße. Die vier Glocken hängen im offenen Turm, von unten nach oben in der folgenden Reihenfolge:
- Dominica, Schlagton es, 600 kg
- Vespertina, Schlagton f, 430 kg
- Pro Pace, Schlagton as, 310 kg
- Matutina, Schlagton b, 220 kg.

Die Glocken stammen aus der Glocken- und Kunstgießerei Rincker in Sinn. Nur an hohen kirchlichen Festen und an den Sonntagen der Osterzeit werden alle vier Glocken gleichzeitig geläutet.

## Orgel
Die von der Firma Flentrop 1965 gebaute Orgel befindet sich auf einer Empore an der südlichen Wand. Das Schleifladen-Instrument hat 20 Register auf zwei Manualwerken und Pedal. Die Spiel- und Registertrakturen sind mechanisch.
| I Hauptwerk C–g3 |                |       |
| 1.               | Rohrflöte      | 8′    |
| 2.               | Prinzipal      | 4′    |
| 3.               | Spitzflöte     | 4′    |
| 4.               | Nasat          | 2 ⁄3′ |
| 5.               | Oktave         | 2′    |
| 6.               | Mixtur III-IV  |       |
| 7.               | Trompetenregal | 8′    |

| II Brustwerk C–g3 |                |    |
| 8.                | Holzgedackt    | 8′ |
| 9.                | Gedacktflöte   | 4′ |
| 10.               | Waldflöte      | 2′ |
| 11.               | Oktave         | 1′ |
| 12.               | Sesquialter II |    |
| 13.               | Zymbel I-II    |    |
| 14.               | Krummhorn      | 8′ |
|                   | Tremulant      |    |

| Pedalwerk C–f1 |               |     |
| 15.            | Subbass       | 16′ |
| 16.            | Prinzipal     | 08′ |
| 17.            | Gedackt       | 08′ |
| 18.            | Oktave        | 04′ |
| 19.            | Glockenton IV |     |
| 20.            | Dulcian       | 16′ |

- Koppeln: II/I, I/P, II/P